# Liste des sites mégalithiques d'Ulster
Cette liste non exhaustive recense les principaux sites mégalithiques d'Ulster (Irlande), triés par comté. La partie irlandaise de la province d'Ulster rassemble trois comtés du nord de l'Irlande. Les six comtés d'Irlande du Nord sont présentés séparément.

## Comté de Cavan
| Site            | Type            | Notes | Coordonnées                 | Image |
| --------------- | --------------- | ----- | --------------------------- | ----- |
| Cohaw (en)      | Tombe à chambre |       | 54° 03′ 14″ N, 7° 01′ 41″ O |       |
| Gartnanoul (en) | Tombe à chambre |       | 54° 00′ 37″ N, 7° 29′ 32″ O |       |

## Comté de Donegal
| Site                     | Type            | Notes | Coordonnées                 | Image |
| ------------------------ | --------------- | ----- | --------------------------- | ----- |
| Cromlech de Beltany (en) | Cromlech        |       | 54° 51′ 02″ N, 7° 36′ 17″ O |       |
| Cromlech de Bocan (en)   | Cromlech        |       | 55° 16′ 20″ N, 7° 08′ 53″ O |       |
| Cloghanmore (en)         | Tombe à chambre |       | 54° 41′ 21″ N, 8° 44′ 45″ O |       |
| Kilclooney More (en)     | Dolmens         |       | 54° 49′ 04″ N, 8° 25′ 59″ O |       |